# شفتالوباغ سفلی
شفتالوباغ سفلی روستایی در دهستان آق‌التین بخش مرکزی شهرستان آق‌قلا استان گلستان ایران است.

## جمعیت
بر پایه سرشماری عمومی نفوس و مسکن در سال ۱۳۹۵ جمعیت این مکان ۱٬۷۸۴ نفر (۴۸۶خانوار) بوده‌است.